# Скоростно четене
Скоростното четене е техника от различни методи за ускоряване скоростта на четене, без да се намалява много разбирането и запаметяването на дадения текст.

## Методи на скоростно четене
Има много методи за увеличаване скоростта на четене. Някои включват поставянето на показалеца на ръката върху редовете и бързото му местене като едновременно очите се стремят да го следят и правейки това прочитат текста по-бързо. Други включват диагонално четене на редовете, а трети четенето само на основните (главни) думи в текста филтрирайки по-маловажните с цел да се разбере същността на текста без да се обръща внимание на по-маловажните детайли.
За да се развие тази техника са необходими упражнения основно свързани с периферното зрение и трениране на подсъзнателното предварително обработване на информацията, за да може съзнателно да бъде по-бързо възприета.
Динамика на четенето (на английски: Reading dynamics) е система за скоростно четене предложена от Евелин Ууд, която е била поддържана от Джон Кенеди и други известни фигури, тази система позволява запомнянето на голямо количество информация от четене, когато се движи ръката върху листа, хартията, печатния текст, за да се поддържа очния фокус.